# Morti l'11 novembre
| Questa pagina contiene informazioni ricavate automaticamente dalle voci biografiche con l'ausilio del template Bio e di un bot. L'aggiornamento è periodico e automatico e ricostruisce completamente la pagina. Se manca una persona in questa lista, sei pregato di non aggiungerla, ma accertati piuttosto che la sua voce biografica contenga il template Bio e che i dati anagrafici siano correttamente compilati. Se il template Bio manca, inseriscilo tu stesso o, in alternativa, metti l'avviso {{tmp\|Bio}} che ne segnala la mancanza. Se i dati riportati sono sbagliati, correggi direttamente la voce biografica; le modifiche saranno visibili in questa lista entro pochi giorni. Per chiarimenti vedi il progetto biografie. La lista contiene solo le 545 persone che sono citate nell'enciclopedia e per le quali è stato implementato correttamente il template Bio. Pagina aggiornata al 17 ago 2025. |

## V secolo(1)
- 405 - Arsazio di Tarso, arcivescovo bizantino

## VII secolo(1)
- 683 - Yazid ibn Mu'awiya, califfo arabo (n. 645)

## IX secolo(1)
- 865 - Petronas, generale e funzionario bizantino

## X secolo(1)
- 977 - Mina II di Alessandria, arcivescovo cristiano orientale egiziano

## XI secolo(7)
- 1003 - Benedetto da Benevento, missionario italiano
- 1014 - Guarniero di Walbeck, nobile tedesco
- 1015 - Al-Sharif al-Radi, teologo e giurista arabo (n. 970)
- 1045 - Ilario di Matera, monaco cristiano italiano
- 1048 - Adalberto di Lorena, conte
- 1078 - Udo di Nellenburg, arcivescovo cattolico tedesco
- 1096 - Werner II d'Asburgo, conte austriaco

## XII secolo(1)
- 1164 - Ugo d'Amiens, arcivescovo e teologo francese

## XIII secolo(4)
- 1227 - Al-Malik al-Mu'azzam Sharaf al-Din 'Isa, sultano curdo (n. 1176)
- 1265 - Farinata degli Uberti, militare e politico italiano
- 1285 - Pietro III d'Aragona, re (n. 1239)
- 1288 - Beatrice di Brabante, nobile tedesca (n. 1225)

## XIV secolo(3)
- 1319 - Beatrice di Lussemburgo, nobile ungherese (n. 1305)
- 1331 - Stefano Uroš III Dečanski, sovrano serbo
- 1336 - Edoardo I di Bar, conte (n. 1295)

## XV secolo(8)
- 1405 - Milica di Serbia, santa e regina serba
- 1462 - Anna di Cipro, nobile (n. 1419)
- 1467 - Enrico IX l'Anziano, nobile polacco
- 1467 - Jahan Shah, sovrano turkmeno
- 1475 - Philippe de Lévis, cardinale francese (n. 1435)
- 1475 - Leonardo della Rovere, nobile italiano (n. 1445)
- 1476 - Rodrigo Manrique, nobile spagnolo (n. 1406)
- 1484 - Luigi Pulci, poeta italiano (n. 1432)

## XVI secolo(13)
- 1504 - Tommaso Donà, patriarca cattolico italiano (n. 1434)
- 1510 - Bohuslav Hasištejnský z Lobkovic, scrittore e umanista boemo (n. 1461)
- 1521 - Cristoforo Pallavicino, condottiero italiano
- 1522 - Achille Torelli, conte di Guastalla, nobile e condottiero italiano
- 1533 - Pieter Gillis, giurista e umanista fiammingo (n. 1486)
- 1541 - Vicente de Valverde, vescovo cattolico spagnolo (n. 1498)
- 1563 - Francesco Salviati, pittore italiano (n. 1510)
- 1565 - Obu Toramasa, militare giapponese (n. 1504)
- 1567 - Claude de L'Aubespine, diplomatico francese (n. 1510)
- 1573 - Angela de' Rossi, nobile italiana (n. 1506)
- 1583 - Gerald FitzGerald, XV conte di Desmond, rivoluzionario irlandese (n. 1533)
- 1586 - Maffio Venier, poeta e arcivescovo cattolico italiano (n. 1550)
- 1593 - Alberto di Nassau-Weilburg, nobile tedesco (n. 1537)

## XVII secolo(19)
- 1606 - Eliseo Baruffaldi, brigante italiano
- 1614 - Okudaira Iemasa, militare giapponese (n. 1577)
- 1623 - Philippe Duplessis-Mornay, scrittore, politico e teologo francese (n. 1549)
- 1632 - Girolamo Adorno, militare italiano
- 1634 - Marina di Omura, religiosa giapponese
- 1638 - Cornelis van Haarlem, pittore e artista olandese (n. 1562)
- 1649 - Filiberta Madruzzo, nobildonna italiana (n. 1627)
- 1661 - David Ryckaert III, pittore fiammingo (n. 1612)
- 1675 - Guru Tegh Bahadur, indiana (n. 1621)
- 1675 - Thomas Willis, medico e anatomista britannico (n. 1621)
- 1677 - Giovanni Weikhard di Auersperg, nobile boemo (n. 1615)
- 1677 - Barbara Strozzi, compositrice e soprano italiana
- 1681 - Jacob Marrel, pittore, disegnatore e incisore tedesco
- 1688 - Jean Baptiste de La Quintinie, agronomo francese (n. 1624)
- 1691 - Bonawentura Madaliński, vescovo cattolico polacco (n. 1620)
- 1692 - Pietro Gioffredo, storico italiano (n. 1629)
- 1697 - Luisa Cristina d'Assia-Darmstadt, nobile (n. 1636)
- 1697 - Jacob de Wet II, pittore olandese (n. 1641)
- 1700 - Sofia Angelica di Württemberg-Oels, nobile tedesca (n. 1677)

## XVIII secolo(21)
- 1702 - Robert Sidney, IV conte di Leicester, nobile inglese (n. 1649)
- 1705 - Giuseppe Diamantini, pittore, incisore e poeta italiano (n. 1623)
- 1713 - Ferdinando Moncada Aragona, nobile, politico e militare italiano (n. 1644)
- 1719 - Simone Durello, incisore italiano (n. 1641)
- 1723 - Ludovico Gregorini, architetto e ingegnere italiano
- 1733 - Gabriel Cano, militare spagnolo (n. 1665)
- 1742 - Stafford Fairborne, ammiraglio inglese (n. 1666)
- 1749 - Federico Guglielmo II di Schleswig-Holstein-Sonderburg-Beck, nobile tedesco (n. 1687)
- 1750 - Apostolo Zeno, poeta, librettista e giornalista italiano (n. 1668)
- 1751 - Julien Offray de La Mettrie, medico e filosofo francese (n. 1709)
- 1766 - Carlotta Guglielmina di Anhalt-Bernburg-Schaumburg-Hoym, nobile (n. 1704)
- 1766 - Federico di Schleswig-Holstein-Sonderburg-Glücksburg, militare danese (n. 1701)
- 1767 - Clemente Ruta, pittore italiano (n. 1685)
- 1775 - Pëtr Michajlovič Golicyn, generale e principe russo (n. 1738)
- 1777 - Marco Coltellini, librettista, poeta e editore italiano (n. 1724)
- 1789 - Charles-Georges Le Roy, enciclopedista francese (n. 1723)
- 1790 - Nicolò Pacassi, architetto austriaco (n. 1716)
- 1793 - Jean Léchelle, generale francese (n. 1760)
- 1796 - Giambattista Vasco, economista, teologo e abate italiano (n. 1733)
- 1797 - Giuseppe Toaldo, astronomo, meteorologo e abate italiano (n. 1719)
- 1799 - Pasquale Baffi, grecista, bibliotecario e rivoluzionario italiano (n. 1749)

## XIX secolo(72)
- 1801 - Giovanni Bernardo Zucchinetti, compositore e organista italiano (n. 1730)
- 1806 - Joseph Gottlieb Kölreuter, botanico e scienziato tedesco (n. 1733)
- 1806 - Fra Diavolo, brigante e militare italiano (n. 1771)
- 1807 - Jean-Édouard Adam, chimico e fisico francese (n. 1768)
- 1809 - Jean-Joseph Taillasson, pittore, illustratore e critico d'arte francese (n. 1745)
- 1810 - Johann Zoffany, pittore tedesco (n. 1733)
- 1812 - Platone II, monaco cristiano e teologo russo (n. 1737)
- 1815 - Pierre-Louis Ginguené, letterato, storico e critico musicale francese (n. 1748)
- 1817 - Francisco Javier Mina, avvocato e militare spagnolo (n. 1789)
- 1821 - Domenico Del Frate, pittore italiano (n. 1765)
- 1821 - Henrietta Spencer, nobildonna inglese (n. 1761)
- 1822 - Bartolomeo Sestini, poeta italiano (n. 1792)
- 1827 - Franz von Walsegg, nobile austriaco (n. 1763)
- 1831 - Pietro Colletta, storico e generale italiano (n. 1775)
- 1831 - Ignác Gyulay, generale e politico austriaco (n. 1763)
- 1831 - Nat Turner, rivoluzionario statunitense (n. 1800)
- 1834 - Félix Amat, arcivescovo cattolico, teologo e bibliotecario spagnolo (n. 1750)
- 1835 - Andrea Bratti, vescovo cattolico italiano (n. 1759)
- 1836 - Vincenzo Corrado, cuoco, filosofo e letterato italiano (n. 1736)
- 1836 - Josef Ludwig Alois von Hommer, vescovo cattolico tedesco (n. 1760)
- 1836 - George Murray, V conte di Dunmore, nobile scozzese (n. 1762)
- 1841 - Catherine McAuley, religiosa irlandese (n. 1778)
- 1847 - Johann Friedrich Dieffenbach, chirurgo tedesco (n. 1792)
- 1850 - Jean-Baptiste Solignac, generale francese (n. 1773)
- 1850 - Marie Victor Nicolas de Fay, marchese de La Tour-Maubourg, generale francese (n. 1768)
- 1852 - Filippo Giacomo Albani, IV principe di Soriano nel Cimino, nobile italiano (n. 1766)
- 1852 - David Henshaw, politico statunitense (n. 1791)
- 1855 - Søren Kierkegaard, filosofo e teologo danese (n. 1813)
- 1855 - Vincenza Maria Poloni, religiosa italiana (n. 1802)
- 1856 - Eleonora Curlo Ruffini, patriota italiana (n. 1781)
- 1857 - Jacques Pierre Charles Abbatucci, politico francese (n. 1792)
- 1861 - Ercole Coccapani Imperiali, nobile e politico italiano (n. 1803)
- 1861 - Pietro V del Portogallo, re portoghese (n. 1837)
- 1862 - Carlo Cagnone, funzionario e politico italiano (n. 1794)
- 1862 - Karl von Culoz, militare austriaco (n. 1785)
- 1862 - James Madison Porter, politico statunitense (n. 1793)
- 1863 - Manuel Basilio Bustamante, politico uruguaiano (n. 1785)
- 1864 - Giuseppe Del Re, politico, patriota e letterato italiano (n. 1806)
- 1864 - John Ramsay McCulloch, economista scozzese (n. 1789)
- 1864 - Pierre Auguste d'Orville, compositore di scacchi tedesco (n. 1804)
- 1864 - Panfilo Serafini, storico e patriota italiano (n. 1817)
- 1865 - Domenico Pannaci, giurista e patriota italiano (n. 1823)
- 1866 - Gaetano Baluffi, cardinale e arcivescovo cattolico italiano (n. 1788)
- 1866 - Sof'ja Aleksandrovna Samojlova, nobildonna russa (n. 1797)
- 1867 - Pietro Riva, avvocato e politico italiano (n. 1809)
- 1868 - Frédéric Jules Sichel, medico e entomologo tedesco (n. 1802)
- 1869 - Hiram Bingham I, missionario statunitense (n. 1789)
- 1870 - Samuele Biava, poeta italiano (n. 1792)
- 1871 - Peder Hjort, letterato danese (n. 1793)
- 1876 - Anna Worsley Russell, botanica e micologa britannica (n. 1807)
- 1876 - Giovanni Zoppis, poeta e commediografo italiano (n. 1830)
- 1878 - Stjepan Mitrov Ljubiša, scrittore serbo (n. 1824)
- 1880 - Ned Kelly, criminale australiano (n. 1855)
- 1880 - Lucretia Mott, insegnante statunitense (n. 1793)
- 1882 - Estanislao Figueras, avvocato e politico spagnolo (n. 1819)
- 1882 - Berardo Maggi, politico italiano (n. 1818)
- 1882 - Victor Travot, militare, politico e nobile francese (n. 1810)
- 1884 - Alfred Edmund Brehm, biologo e scrittore tedesco (n. 1829)
- 1884 - Pellegrino Tonini, presbitero, numismatico e archeologo italiano (n. 1824)
- 1885 - Mariano Falcini, architetto italiano (n. 1804)
- 1885 - Livio Odescalchi, V principe Odescalchi, nobile italiano (n. 1805)
- 1886 - Paul Bert, fisiologo e politico francese (n. 1833)
- 1886 - Gustav Fischer, esploratore e medico tedesco (n. 1848)
- 1887 - August Spies, anarchico statunitense (n. 1855)
- 1891 - Raffaele Ferlotti, baritono italiano (n. 1819)
- 1892 - Mosè Bianchi, pittore italiano (n. 1836)
- 1892 - Heinrich Streintz, fisico austriaco (n. 1848)
- 1892 - Thomas Adolphus Trollope, scrittore inglese (n. 1810)
- 1894 - Henri-Jacques Espérandieu, architetto francese (n. 1829)
- 1897 - Sabato Morais, rabbino, teologo e educatore italiano (n. 1823)
- 1899 - Achille Polti, politico italiano (n. 1825)
- 1900 - Giuseppe Marchiori, politico italiano (n. 1847)

## XX secolo(254)
- 1901 - Charles-Bonaventure-François Theuret, vescovo cattolico francese (n. 1822)
- 1903 - Luigi Maccaferri, patriota e ingegnere italiano (n. 1834)
- 1907 - Gustavo Freschi, politico italiano (n. 1836)
- 1908 - Gaetano Bastianelli, fantino italiano (n. 1834)
- 1910 - Joseph Apoux, pittore e illustratore francese (n. 1846)
- 1911 - Teddy Williams, tennista britannico (n. 1866)
- 1912 - Józef Wieniawski, pianista e compositore polacco (n. 1837)
- 1913 - Silverio Martinoli, artigiano e scultore italiano (n. 1830)
- 1914 - Ronald Brebner, calciatore inglese (n. 1881)
- 1914 - Amedeo Crivellucci, storico italiano (n. 1850)
- 1914 - Baldassarre Orero, generale italiano (n. 1841)
- 1915 - Robert Barker, calciatore inglese (n. 1847)
- 1915 - Luigi Boffi, calciatore italiano (n. 1888)
- 1915 - John Hedley, vescovo cattolico britannico (n. 1837)
- 1915 - Felice Milano, calciatore italiano (n. 1891)
- 1915 - Sampaio Bruno, filosofo e scrittore portoghese (n. 1857)
- 1915 - Noël Valois, storico, archivista e medievista francese (n. 1855)
- 1917 - Raffaello Fornaciari, filologo italiano (n. 1837)
- 1917 - Liliʻuokalani delle Hawaii, regina (n. 1838)
- 1918 - Victor Adler, politico austriaco (n. 1852)
- 1918 - Emilio Mantelli, pittore e incisore italiano (n. 1884)
- 1918 - Herman David Weber, medico e numismatico tedesco (n. 1823)
- 1918 - Rudolf Weber, aviatore austro-ungarico (n. 1890)
- 1919 - Alexandre Bloch, pittore francese (n. 1857)
- 1919 - Pavel Petrovič Čistjakov, pittore russo (n. 1832)
- 1919 - Felix von Hartmann, cardinale e arcivescovo cattolico tedesco (n. 1851)
- 1919 - Augusta di Sassonia-Meiningen, principessa tedesca (n. 1843)
- 1921 - Léon Moreaux, tiratore a segno francese (n. 1852)
- 1921 - Enrico Matteo Zuzzi, patriota, medico e letterato italiano (n. 1838)
- 1923 - Carlo Cavalli, politico italiano (n. 1888)
- 1923 - William Doud Packard, imprenditore statunitense (n. 1861)
- 1924 - Georges Madon, militare e aviatore francese (n. 1892)
- 1924 - József Zichy, nobile e politico ungherese (n. 1841)
- 1925 - Giuseppe Azzini, ciclista su strada italiano (n. 1891)
- 1925 - Angelo Berenzi, presbitero e scrittore italiano (n. 1853)
- 1925 - Hermann Fehling, ginecologo tedesco (n. 1847)
- 1926 - Walter Buchanan, calciatore inglese (n. 1855)
- 1926 - Antonio Massara, insegnante, etnografo e storico dell'arte italiano (n. 1878)
- 1927 - Frederick Thomas Dalton, giornalista, illustratore e avvocato britannico (n. 1855)
- 1927 - Wilhelm Ludvig Johannsen, botanico, biologo e genetista danese (n. 1857)
- 1929 - Ernst Maass, filologo classico tedesco (n. 1856)
- 1931 - Henrietta Edwards, attivista e scrittrice canadese (n. 1849)
- 1932 - Augusto Murri, medico e politico italiano (n. 1841)
- 1933 - Jean Angelo, attore francese (n. 1875)
- 1933 - Mineo Chini, matematico italiano (n. 1866)
- 1933 - Antonio Giannangeli, sindacalista, anarchico e antifascista italiano (n. 1899)
- 1933 - Ernst Hartert, naturalista, ornitologo e zoologo tedesco (n. 1859)
- 1935 - Giovanni Sarotti, militare italiano (n. 1901)
- 1936 - Jean De Fernex, calciatore italiano (n. 1885)
- 1937 - Uryū Sotokichi, ammiraglio giapponese (n. 1857)
- 1938 - Mary Mallon, cuoca irlandese (n. 1869)
- 1939 - Isa Bluette, attrice teatrale e cantante italiana (n. 1898)
- 1939 - Alice Kotowska, religiosa polacca (n. 1899)
- 1939 - Kagaku Murakami, pittore e illustratore giapponese (n. 1888)
- 1939 - Olena Oleksandrivna Muravjova, insegnante e cantante ucraina (n. 1867)
- 1939 - Mykolas Sleževičius, politico lituano (n. 1882)
- 1940 - Arvīds Bārda, calciatore lettone (n. 1901)
- 1940 - Silvio Di Giacomo, militare italiano (n. 1915)
- 1940 - Carlos Larronde, poeta, drammaturgo e giornalista francese (n. 1888)
- 1940 - Pier Antonio Poggi, militare e politico italiano (n. 1908)
- 1940 - Frank William Taussig, economista statunitense (n. 1859)
- 1940 - Karel Frederik Wenckebach, cardiologo olandese (n. 1864)
- 1941 - Albert d'Amade, generale francese (n. 1856)
- 1942 - Vincenzo Romeo, scultore italiano (n. 1878)
- 1943 - Pio Borri, partigiano italiano (n. 1923)
- 1943 - André Pirro, organista e musicologo francese (n. 1869)
- 1944 - Daniil Varfolomeevič Avdeev, militare e partigiano sovietico (n. 1917)
- 1944 - Mikio Hayakawa, ammiraglio giapponese (n. 1894)
- 1944 - Michele Arcangelo Petrone, magistrato e politico italiano (n. 1869)
- 1945 - Bruto Carpigiani, ingegnere e progettista italiano (n. 1903)
- 1945 - Jerome Kern, compositore statunitense (n. 1885)
- 1945 - Vittorio III di Ratibor, nobile, giurista e agricoltore tedesco (n. 1879)
- 1946 - Egill Reimers, velista e architetto norvegese (n. 1878)
- 1947 - Annie Londonderry, avventuriera, ciclista e imprenditrice statunitense
- 1947 - Otto Ellison von Nidlef, generale austro-ungarico (n. 1868)
- 1947 - Giuseppe Venturi, arcivescovo cattolico italiano (n. 1874)
- 1948 - Fred Niblo, regista e attore statunitense (n. 1874)
- 1948 - Leopoldo Pantieri, partigiano italiano (n. 1911)
- 1948 - Renato Piola Caselli, generale italiano (n. 1866)
- 1949 - John Hendley Barnhart, botanico e biografo statunitense (n. 1871)
- 1949 - Mun Bhuridatta, monaco buddhista thailandese (n. 1870)
- 1949 - Carlo Tancredi di Borbone-Due Sicilie, principe italiano (n. 1870)
- 1950 - Pierre-Jules Boulanger, progettista francese (n. 1885)
- 1950 - Giuseppe Del Campo, violoncellista e direttore d'orchestra italiano (n. 1890)
- 1950 - Alexandros Diomidis, politico e economista greco (n. 1875)
- 1950 - Hans Kraly, attore e sceneggiatore tedesco (n. 1884)
- 1950 - José de Jesús López y González, vescovo cattolico messicano (n. 1872)
- 1950 - Henry Weyland, ginnasta e multiplista statunitense (n. 1873)
- 1951 - Mack Hellings, pilota automobilistico statunitense (n. 1915)
- 1951 - Gaston de Serre, aviatore e generale francese (n. 1882)
- 1952 - Eugenio Bossilkov, vescovo cattolico bulgaro (n. 1900)
- 1952 - Cesare Rossi, canottiere italiano (n. 1904)
- 1952 - Petâr Vičev, presbitero bulgaro (n. 1893)
- 1952 - Josafat Šiškov, presbitero bulgaro (n. 1884)
- 1953 - Louis Ginzberg, rabbino, filosofo e educatore lituano (n. 1873)
- 1953 - Karl Strünckmann, psichiatra tedesco (n. 1872)
- 1953 - Irene d'Assia-Darmstadt, principessa tedesca (n. 1866)
- 1954 - J. Rosamond Johnson, compositore e cantante statunitense (n. 1873)
- 1954 - Federico Lunardi, arcivescovo cattolico, etnologo e archeologo italiano (n. 1880)
- 1954 - Suzanne Noël, medica e attivista francese (n. 1878)
- 1954 - Camillo Oblach, violoncellista italiano (n. 1895)
- 1955 - Giovanni Casaleggio, attore teatrale, attore e regista italiano (n. 1876)
- 1956 - Piero Bossola, calciatore italiano (n. 1899)
- 1956 - Marie Hall, violinista inglese (n. 1884)
- 1956 - António Ferro, scrittore, politico e giornalista portoghese (n. 1895)
- 1956 - Hiram Tuttle, cavaliere statunitense (n. 1882)
- 1957 - Ugo Amaldi, matematico italiano (n. 1875)
- 1957 - Giulio Giglioli, archeologo e politico italiano (n. 1886)
- 1957 - Masao Maruyama, generale giapponese (n. 1889)
- 1957 - Shi Hui, attore e regista cinese (n. 1915)
- 1958 - André Bazin, critico cinematografico francese (n. 1918)
- 1958 - Helge Bäckander, ginnasta svedese (n. 1891)
- 1958 - Smith Child, generale e politico inglese (n. 1880)
- 1958 - Vittorio Faroppa, calciatore e allenatore di calcio italiano (n. 1887)
- 1958 - Bruno Schweizer, linguista tedesco (n. 1897)
- 1959 - Charles Chauvel, regista, sceneggiatore e attore australiano (n. 1897)
- 1959 - Tommaso David, marinaio e militare italiano (n. 1875)
- 1959 - Al LeConey, velocista statunitense (n. 1901)
- 1959 - Giovanni Minozzi, presbitero italiano (n. 1884)
- 1960 - Red Byron, pilota automobilistico statunitense (n. 1915)
- 1961 - Filippo Di Giovanni, aviatore e militare italiano (n. 1919)
- 1961 - Armando Fausto Fabi, militare italiano (n. 1931)
- 1961 - Antonio Mamone, militare italiano (n. 1933)
- 1961 - Amedeo Parmeggiani, militare e aviatore italiano (n. 1918)
- 1961 - Dario Viterbo, scultore, incisore e orafo italiano (n. 1890)
- 1962 - George Hoyt, arbitro di pallacanestro statunitense (n. 1883)
- 1962 - Joe Ruddy, pallanuotista e nuotatore statunitense (n. 1878)
- 1963 - Enrico Molè, politico, giornalista e avvocato italiano (n. 1889)
- 1964 - Juan de Dios Filiberto, compositore e direttore d'orchestra argentino (n. 1885)
- 1964 - Ilka Grüning, attrice austriaca (n. 1876)
- 1964 - Eduard Steuermann, pianista e compositore austriaco (n. 1892)
- 1965 - Vincenzo Calace, politico e antifascista italiano (n. 1895)
- 1965 - Gaston Glass, attore e produttore cinematografico francese (n. 1899)
- 1966 - Carl Jonsson, tiratore di fune svedese (n. 1885)
- 1966 - Pier Carlo Restagno, banchiere, dirigente d'azienda e politico italiano (n. 1898)
- 1967 - Lester Randolph Ford Sr., matematico statunitense (n. 1886)
- 1967 - Mátyás Korányi, calciatore ungherese (n. 1910)
- 1968 - Jeanne Demessieux, organista, pianista e compositrice francese (n. 1921)
- 1968 - Fausto Lucarelli, calciatore argentino
- 1968 - Alfredo Martinelli, attore italiano (n. 1899)
- 1969 - Galileo Cattabriga, pittore italiano (n. 1901)
- 1969 - Armin Joseph Deutsch, astrofisico e scrittore di fantascienza statunitense (n. 1918)
- 1969 - Axel Graatkjær, direttore della fotografia danese (n. 1885)
- 1971 - Sylvia Leonora Brett, nobile inglese (n. 1885)
- 1971 - Conrad Hommel, pittore tedesco (n. 1883)
- 1972 - Maria Lehel, pittrice ungherese (n. 1889)
- 1972 - Berry Oakley, bassista e cantante statunitense (n. 1948)
- 1972 - Mario Vinciguerra, storico e antifascista italiano (n. 1887)
- 1973 - Octavio Díaz, calciatore argentino (n. 1900)
- 1973 - Charles Loyd, generale inglese (n. 1891)
- 1973 - Artturi Ilmari Virtanen, chimico finlandese (n. 1895)
- 1973 - Hasan al-Hudaybi, politico egiziano (n. 1891)
- 1974 - Umberto Malchiodi, arcivescovo cattolico italiano (n. 1889)
- 1974 - Eberardo Pavesi, ciclista su strada e dirigente sportivo italiano (n. 1883)
- 1974 - Benito Perojo, regista e produttore cinematografico spagnolo (n. 1894)
- 1974 - Kamilla Vasil'evna Trever, storica, numismatica e orientalista russa (n. 1892)
- 1975 - Romolo Diecidue, politico italiano (n. 1900)
- 1975 - Pat Dunn, cestista statunitense (n. 1931)
- 1975 - Mina Witkojc, poetessa e giornalista tedesca (n. 1893)
- 1976 - Alexander Calder, scultore statunitense (n. 1898)
- 1977 - Greta Keller, attrice austriaca (n. 1903)
- 1978 - Gaudenzio Bono, imprenditore italiano (n. 1901)
- 1978 - Bennie Borgmann, cestista, giocatore di baseball e allenatore di pallacanestro statunitense (n. 1899)
- 1978 - Karl Ehmer, calciatore tedesco (n. 1906)
- 1979 - Charles Humez, pugile francese (n. 1927)
- 1979 - Álvaro Ribeiro, atleta brasiliano (n. 1901)
- 1979 - Dimitri Tiomkin, musicista, pianista e compositore russo (n. 1894)
- 1979 - Giuseppe Zwirner, matematico e antifascista italiano (n. 1904)
- 1980 - Andrej Amal'rik, scrittore russo (n. 1938)
- 1980 - Renato Barbieri, canottiere italiano (n. 1903)
- 1980 - Louis Charavel, pilota automobilistico francese (n. 1890)
- 1980 - Amilcare Fantoli, geografo e climatologo italiano (n. 1891)
- 1981 - Greta Kuckhoff, politica tedesca (n. 1902)
- 1981 - Oliviero Mario Olivo, militare e medico italiano (n. 1896)
- 1981 - Erwin Schulz, militare e agente segreto tedesco (n. 1900)
- 1982 - Santiago Amat, velista spagnolo (n. 1887)
- 1983 - Arno Arutjunovič Babadžanjan, compositore e pianista sovietico (n. 1921)
- 1983 - Josef Effenberger, ginnasta ceco (n. 1901)
- 1983 - Ramona Langley, attrice statunitense (n. 1893)
- 1983 - Ovsij Hryhorovyč Liberman, economista sovietico (n. 1897)
- 1983 - Marziano Magnani, lottatore italiano (n. 1936)
- 1983 - Valter Roman, politico rumeno (n. 1913)
- 1983 - José Villanueva, pugile filippino (n. 1913)
- 1983 - Wang Shixuan, cestista cinese (n. 1912)
- 1984 - Faiz Ahmad Faiz, poeta e scrittore pakistano (n. 1911)
- 1984 - Dorothy M. Johnson, scrittrice statunitense (n. 1905)
- 1984 - Mario Ridolfi, architetto italiano (n. 1904)
- 1985 - Pelle Lindbergh, hockeista su ghiaccio svedese (n. 1959)
- 1985 - Girolamo Quaglia, lottatore italiano (n. 1902)
- 1985 - Arthur Rothstein, fotografo statunitense (n. 1915)
- 1985 - Leni Schmidt, velocista tedesca (n. 1906)
- 1986 - Isa Belli Barsali, storica dell'arte italiana (n. 1920)
- 1986 - Roger C. Carmel, attore statunitense (n. 1932)
- 1987 - Andrea Palma, attrice messicana (n. 1903)
- 1988 - Riccardo Orestano, giurista italiano (n. 1909)
- 1988 - Max Peroli, militare e aviatore italiano (n. 1910)
- 1988 - Max Tosi, poeta italiano (n. 1913)
- 1989 - Salvatore Caroleo, compositore e direttore di banda italiano (n. 1916)
- 1989 - Francesca Devoto, pittrice italiana (n. 1912)
- 1989 - Kenny Hagood, cantante statunitense (n. 1926)
- 1989 - Natalio Pescia, calciatore argentino (n. 1922)
- 1990 - Elliott Chaze, giornalista e scrittore statunitense (n. 1915)
- 1990 - Atilio Demaría, calciatore e allenatore di calcio argentino (n. 1909)
- 1990 - Gregory Buckingham, nuotatore statunitense (n. 1945)
- 1990 - Sadi Irmak, politico turco (n. 1904)
- 1990 - Lisa Kirk, attrice, cantante e ballerina statunitense (n. 1925)
- 1990 - Alexis Minotis, attore e regista greco (n. 1900)
- 1990 - Italo Mussa, critico d'arte italiano (n. 1939)
- 1990 - Ghiannis Ritsos, poeta greco (n. 1909)
- 1990 - Tullio Scanferlini, calciatore italiano (n. 1911)
- 1991 - Myrna DeBerry, cestista statunitense (n. 1947)
- 1991 - Nellie Halstead, velocista britannica (n. 1910)
- 1991 - Louis LaRasso, mafioso statunitense (n. 1926)
- 1991 - Pia Lombardi, politica italiana (n. 1903)
- 1991 - Morton Stevens, compositore statunitense (n. 1929)
- 1992 - Earle Meadows, astista statunitense (n. 1913)
- 1993 - Wilhelmina Asbeek-Brusse, partigiana olandese (n. 1893)
- 1993 - Francesco Cattanei, politico e avvocato italiano (n. 1931)
- 1993 - Lisa De Leeuw, attrice pornografica statunitense (n. 1958)
- 1993 - Franco Evangelisti, politico e dirigente sportivo italiano (n. 1923)
- 1993 - Mildred Fizzell, velocista canadese (n. 1915)
- 1993 - Vittorio Mario Giuliani, partigiano italiano (n. 1922)
- 1993 - Domenico Peritore, politico italiano (n. 1928)
- 1993 - Franco Sassi, pittore e incisore italiano (n. 1912)
- 1994 - Giorgio Barsanti, calciatore italiano (n. 1918)
- 1994 - Traut Streiff Faggioni, danzatrice e coreografa italiana (n. 1910)
- 1994 - Dina Gralla, attrice e ballerina tedesca (n. 1905)
- 1994 - Michail Krivonosov, martellista sovietico (n. 1929)
- 1994 - Wanda Osiris, attrice e cantante italiana (n. 1905)
- 1994 - Christian Pravda, sciatore alpino austriaco (n. 1927)
- 1994 - Dieter Wiedenmann, canottiere tedesco (n. 1957)
- 1995 - Corneliu Coposu, politico e giornalista romeno (n. 1914)
- 1995 - Koloman Gögh, calciatore e allenatore di calcio cecoslovacco (n. 1948)
- 1995 - Giancarlo Maestri, attore, doppiatore e direttore del doppiaggio italiano (n. 1934)
- 1995 - René Wellek, critico letterario austriaco (n. 1903)
- 1996 - Adriano Gè, calciatore italiano (n. 1919)
- 1996 - Michel Mollat du Jourdin, medievista francese (n. 1911)
- 1997 - William Alland, produttore cinematografico, sceneggiatore e regista statunitense (n. 1916)
- 1997 - János Chawko, calciatore cecoslovacco (n. 1922)
- 1997 - Rod Milburn, ostacolista statunitense (n. 1950)
- 1997 - Ave Ninchi, attrice e conduttrice televisiva italiana (n. 1915)
- 1998 - Gérard Grisey, compositore francese (n. 1946)
- 1998 - Kenny Kirkland, pianista statunitense (n. 1955)
- 1998 - Allan Kwartler, schermidore statunitense (n. 1917)
- 1998 - Fioretta Mazzei, politica e attivista italiana (n. 1923)
- 1999 - Benito Albini, calciatore italiano (n. 1937)
- 1999 - Mary Kay Bergman, doppiatrice statunitense (n. 1961)
- 1999 - Ernest Vivian Fuchs, esploratore britannico (n. 1908)
- 1999 - Daniel Ivernel, attore francese (n. 1918)
- 1999 - Lodewijk Prins, scacchista olandese (n. 1913)
- 1999 - Giorgio Voghera, scrittore italiano (n. 1908)
- 2000 - Rayford Barnes, attore statunitense (n. 1920)
- 2000 - Guido Nozzoli, partigiano, giornalista e scrittore italiano (n. 1918)
- 2000 - Pier Fausto Palumbo, storico italiano (n. 1916)

## XXI secolo(139)
- 2001 - Leon Gray, giocatore di football americano statunitense (n. 1951)
- 2001 - Luigi Moraldi, filologo e biblista italiano (n. 1915)
- 2001 - Raffaele Paparella, fumettista e illustratore italiano (n. 1915)
- 2002 - Bruno Dazzi, calciatore e allenatore di calcio italiano (n. 1923)
- 2002 - Zoe Ducós, attrice argentina (n. 1928)
- 2002 - Pietro Giudici, ciclista su strada italiano (n. 1921)
- 2002 - Mario Mirabella Roberti, archeologo italiano (n. 1909)
- 2002 - Aldo Salvadori, pittore e illustratore italiano (n. 1905)
- 2002 - Alberto Tenenti, storico italiano (n. 1924)
- 2003 - Robert Brown, attore britannico (n. 1921)
- 2003 - Ronald Emblen, ballerino britannico (n. 1933)
- 2003 - Paul Janssen, medico e imprenditore belga (n. 1926)
- 2003 - Blake Williams, cestista statunitense (n. 1924)
- 2004 - Yasser Arafat, politico e militare palestinese (n. 1929)
- 2004 - Ambrogio Baira, calciatore italiano (n. 1923)
- 2004 - Jacques Dynam, attore e doppiatore francese (n. 1923)
- 2004 - Pasquale Morisco, calciatore e allenatore di calcio italiano (n. 1920)
- 2004 - Luis Normandín, pallanuotista argentino (n. 1932)
- 2004 - Giuseppe Vicuna, ingegnere italiano (n. 1916)
- 2005 - Keith Andes, attore statunitense (n. 1920)
- 2005 - Patrick Anson, V conte di Lichfield, fotografo e nobile inglese (n. 1939)
- 2005 - Maurits Coppieters, politico belga (n. 1920)
- 2005 - Peter Drucker, economista e saggista austriaco (n. 1909)
- 2005 - Miguel Gallardo, cantautore spagnolo (n. 1950)
- 2005 - Ján Karel, calciatore cecoslovacco (n. 1924)
- 2005 - Samira Munir, politica norvegese (n. 1963)
- 2005 - Lucho Olivera, fumettista argentino (n. 1942)
- 2005 - Amedeo Pariante, cantante e chitarrista italiano (n. 1915)
- 2005 - Paolo Viola, storico italiano (n. 1948)
- 2005 - Mustafa Akkad, produttore cinematografico e regista siriano (n. 1930)
- 2006 - Belinda Emmett, attrice e cantante australiana (n. 1974)
- 2006 - Esther Lederberg, microbiologa statunitense (n. 1922)
- 2006 - Alex Moroder, attivista italiano (n. 1923)
- 2006 - Ronnie Stevens, attore inglese (n. 1925)
- 2007 - Delbert Mann, regista statunitense (n. 1920)
- 2008 - Domenico Buccini, politico italiano (n. 1919)
- 2008 - Alessandro Maggiolini, vescovo cattolico e teologo italiano (n. 1931)
- 2008 - John Derral Mulholland, astronomo statunitense (n. 1934)
- 2008 - Benito Pacifico, attore e stuntman italiano (n. 1939)
- 2009 - Franco Benedetti, lottatore italiano (n. 1932)
- 2009 - Ehsan Fatahian, attivista iraniano (n. 1982)
- 2009 - Giuseppe Favati, scrittore, poeta e giornalista italiano (n. 1927)
- 2009 - Meki Megara, pittore e scultore marocchino (n. 1933)
- 2010 - Henry van Lyck, attore tedesco (n. 1941)
- 2010 - Maria Orsini Natale, scrittrice, poetessa e giornalista italiana (n. 1928)
- 2010 - Baby Marie Osborne, attrice statunitense (n. 1911)
- 2010 - Salvatore Ragno, politico italiano (n. 1934)
- 2010 - Simone Valère, attrice francese (n. 1921)
- 2011 - Alberto Botta, politico italiano (n. 1946)
- 2011 - Domenico Tarcisio Cortese, vescovo cattolico italiano (n. 1931)
- 2011 - John Francis Donoghue, arcivescovo cattolico statunitense (n. 1928)
- 2011 - Antonio Romagnino, scrittore e giornalista italiano (n. 1917)
- 2011 - Glauco Torlontano, politico italiano (n. 1924)
- 2012 - Jalal Mansouri, sollevatore iraniano (n. 1930)
- 2012 - Rex Masterman Hunt, diplomatico britannico (n. 1926)
- 2012 - Victor Mees, calciatore belga (n. 1927)
- 2012 - Paolo Ravenna, avvocato e scrittore italiano (n. 1926)
- 2013 - John Barnhill, cestista e allenatore di pallacanestro statunitense (n. 1938)
- 2013 - Domenico Bartolucci, cardinale, compositore e direttore di coro italiano (n. 1917)
- 2013 - Giampiero Crespi, aviatore e militare italiano (n. 1918)
- 2013 - Charles Perrot, biblista e presbitero francese (n. 1929)
- 2014 - John Doar, avvocato statunitense (n. 1921)
- 2014 - Didier Schaub, critico d'arte francese (n. 1952)
- 2014 - Donald Steiner, biochimico statunitense (n. 1930)
- 2014 - Jim Storrie, calciatore e allenatore di calcio scozzese (n. 1940)
- 2014 - Carol Ann Susi, attrice statunitense (n. 1952)
- 2015 - Maykel del Cid, pilota di rally spagnolo (n. 1950)
- 2015 - Dan Erez, cestista e allenatore di pallacanestro israeliano (n. 1933)
- 2015 - Phil Taylor, batterista britannico (n. 1954)
- 2016 - Augusta Acconcia Longo, filologa e bizantinista italiana (n. 1940)
- 2016 - Ilse Aichinger, scrittrice austriaca (n. 1921)
- 2016 - Victor Bailey, bassista statunitense (n. 1960)
- 2016 - Željko Čajkovski, allenatore di calcio e calciatore jugoslavo (n. 1925)
- 2016 - Michele Lettieri, ingegnere italiano (n. 1924)
- 2016 - Enzo Maiolino, pittore italiano (n. 1926)
- 2016 - James Hamilton McLean, naturalista statunitense (n. 1936)
- 2016 - Aki Schmidt, allenatore di calcio e calciatore tedesco (n. 1935)
- 2016 - Bob van der Valk, cestista olandese (n. 1927)
- 2016 - Robert Vaughn, attore statunitense (n. 1932)
- 2017 - Kirti Nidhi Bista, politico nepalese (n. 1927)
- 2017 - Chiquito de la Calzada, attore, comico e cantante spagnolo (n. 1932)
- 2017 - Frank Corsaro, regista teatrale e attore statunitense (n. 1924)
- 2017 - Edward S. Herman, economista statunitense (n. 1925)
- 2017 - Nate Hobgood-Chittick, giocatore di football americano statunitense (n. 1974)
- 2017 - Baard Owe, attore norvegese (n. 1936)
- 2017 - Alessandro Pansa, dirigente d'azienda e economista italiano (n. 1962)
- 2017 - Park Jung-bae, calciatore sudcoreano (n. 1967)
- 2017 - Sante Pedrelli, poeta e sindacalista italiano (n. 1924)
- 2017 - Cornelia Sideri, canoista rumena (n. 1938)
- 2018 - Wayne Maunder, attore statunitense (n. 1937)
- 2018 - Douglas Rain, attore e doppiatore canadese (n. 1928)
- 2019 - Zeke Bratkowski, giocatore di football americano e allenatore di football americano statunitense (n. 1931)
- 2019 - Tadashi Nakamura, doppiatore giapponese (n. 1929)
- 2019 - Charles Rogers, giocatore di football americano statunitense (n. 1981)
- 2019 - Bad Azz, rapper statunitense (n. 1975)
- 2019 - Luigi Turchi, giornalista e politico italiano (n. 1925)
- 2019 - Mario Ursino, storico dell'arte, saggista e critico d'arte italiano (n. 1944)
- 2020 - Carlos Campos, calciatore cileno (n. 1937)
- 2020 - Francesc-Xavier Ciuraneta Aymí, vescovo cattolico spagnolo (n. 1940)
- 2020 - Vincenzo Di Grezia, politico italiano (n. 1942)
- 2020 - Mileta Lisica, cestista jugoslavo (n. 1966)
- 2020 - Jorge Llopart, marciatore spagnolo (n. 1952)
- 2020 - Les Massie, calciatore scozzese (n. 1935)
- 2020 - Giuliana Minuzzo, sciatrice alpina italiana (n. 1931)
- 2020 - MO3, rapper statunitense (n. 1992)
- 2020 - Carlo Proietti, politico italiano (n. 1943)
- 2020 - Gonçalo Ribeiro Telles, politico portoghese (n. 1922)
- 2020 - Khalifa bin Salman Al Khalifa, politico bahreinita (n. 1935)
- 2021 - Graeme Edge, batterista inglese (n. 1941)
- 2021 - Harris Fawell, politico statunitense (n. 1929)
- 2021 - Frederik de Klerk, politico sudafricano (n. 1936)
- 2021 - Hilmar Kopper, banchiere tedesco (n. 1935)
- 2021 - Cristiana Lôbo, giornalista e conduttrice televisiva brasiliana (n. 1958)
- 2021 - Gabriel Núñez, calciatore messicano (n. 1942)
- 2021 - Dino Pedriali, fotografo italiano (n. 1950)
- 2021 - Ilo Teneqexhi, cestista albanese (n. 1936)
- 2021 - Mario Tosi, direttore della fotografia italiano (n. 1942)
- 2021 - Carl von Essen, schermidore svedese (n. 1940)
- 2022 - John Aniston, attore greco (n. 1933)
- 2022 - Gallagher, comico e doppiatore statunitense (n. 1946)
- 2022 - Keith Levene, compositore e chitarrista britannico (n. 1957)
- 2022 - Pio Monti, gallerista italiano (n. 1941)
- 2022 - Sven-Bertil Taube, attore e cantante svedese (n. 1934)
- 2022 - Ernesto Togni, vescovo cattolico svizzero (n. 1926)
- 2022 - Nik Turner, cantante e sassofonista britannico (n. 1940)
- 2022 - Joan Vila i Grau, pittore e vetraio spagnolo (n. 1932)
- 2023 - Anna Maria Balboni Ravegnani, sciatrice nautica e pattinatrice italiana (n. 1923)
- 2023 - Raphael Dwamena, calciatore ghanese (n. 1995)
- 2023 - D.J. Hayden, giocatore di football americano statunitense (n. 1990)
- 2023 - Estuardo Maldonado, scultore e pittore ecuadoriano (n. 1928)
- 2023 - Dimitrie Popescu, canottiere rumeno (n. 1961)
- 2023 - Kari Rahkamo, triplista e politico finlandese (n. 1933)
- 2023 - Nino Strano, politico italiano (n. 1950)
- 2023 - Angelita Vargas, ballerina e cantante spagnola (n. 1946)
- 2023 - Masatoshi Wakabayashi, politico e funzionario giapponese (n. 1934)
- 2023 - Antonio Del Monaco, politico e generale italiano (n. 1956)
- 2024 - Marco Angulo, calciatore ecuadoriano (n. 2002)
- 2024 - Frank Auerbach, pittore tedesco (n. 1931)
- 2024 - Ivica Rajković, direttore della fotografia croato (n. 1935)